# Bunichiro Abe
Bunichiro Abe (Shizuoka, 2 april 1985) is een voormalig Japans voetballer.

## Carrière
Bunichiro Abe speelde tussen 2004 en 2005 voor Shimizu S-Pulse en Sagan Tosu.